# Wołodymyr Linke
Wołodymyr Iwanowycz Linke, ukr. Володимир Іванович Лінке, ros. Владимир Иванович Линке, Władimir Iwanowicz Linke (ur. 27 marca 1958 w Charkowie) – ukraiński piłkarz, grający na pozycji napastnika, trener piłkarski.

## Kariera piłkarska

### Kariera klubowa
Wychowanek Szkoły Piłkarskiej Metalist Charków. Pierwszy trener Aleksandr Azarow i Nikołaj Maslennikow. W 1971 przeniósł się do Internatu Sportowego, gdzie szkolił się pod kierownictwem Mykoły Kolcowa. W 1976 rozpoczął karierę piłkarską w pierwszej drużynie Metalista Charków. W pierwszym że meczu wszedł na boisko w drugiej połowie meczu, a w 72 minucie strzelił gola. W drugiej połowie sezonu 1984 został wypożyczony do drugoligowego klubu Majak Charków. Z przyczyny coraz częstszego nie wystawienia jego w podstawowym składzie odszedł latem 1995 do Naftowyka Ochtyrka. 1987 powrócił do Charkowa, gdzie przez dwa lata pomagał miejscowemu Majak Charków. Również pomagał wtedy trenować dzieci w Szkole Piłkarskiej Spartak Charków oraz w Internacie Sportowym. W sezonie 1992/93 został zaproszony do Olimpika Charków. Na początku 1993 przeszedł do rosyjskiego APK Azow, w którym został królem strzelców klubu. Latem 1994 powrócił do Metalista Charków. W 1996 zasilił skład trzecioligowego zespołu Spartak-Bratski Jużny, w którym w 1997 zakończył karierę piłkarską.

## Kariera trenerska
Po zakończeniu kariery zawodniczej rozpoczął pracę trenerską. Na początku pracował jako inspektor w Ukraińskim Związku Piłki Nożnej. Potem pomagał trenować dzieci w Akademii Piłkarskiej Metalista Charków.

## Sukcesy i odznaczenia

### Sukcesy klubowe
- finalista Pucharu ZSRR: 1980
- mistrz Pierwszej Ligi ZSRR: 1981
- mistrz Drugiej Ligi ZSRR: 1978

### Sukcesy indywidualne
- najlepszy strzelec w historii klubu Metalist Charków: 81 gol

### Odznaczenia
- tytułem Mistrza Sportu ZSRR: 1980